# Collegio uninominale Lombardia 1 - 08 (2017)
Il collegio elettorale uninominale Lombardia 1 - 08 è stato un collegio elettorale uninominale della Repubblica Italiana per l'elezione della Camera tra il 2017 ed il 2022

## Territorio
Come previsto dalla legge elettorale italiana del 2017, il collegio era stato definito tramite decreto legislativo all'interno della circoscrizione Lombardia 1.
Era formato da parte del territorio del comune di Milano, ovvero le zone occidentali (Lorenteggio, Baggio, Quinto Romano, Gallaratese, Bovisa, Quarto Oggiaro).
Il collegio era parte del collegio plurinominale Lombardia 1 - 03.

## Eletti
| Elezione | Elezione | Deputato   | Gruppo parlamentare    |
| -------- | -------- | ---------- | ---------------------- |
|          | 2018     | Igor Iezzi | Lega - Salvini Premier |

## Dati elettorali

### XVIII legislatura
Come previsto dalla legge elettorale, 232 deputati erano eletti con sistema a maggioranza relativa in altrettanti collegi uninominali a turno unico.
| Candidati              | Candidati            | Voti    | %     | Liste                           | Voti    | %     |
| ---------------------- | -------------------- | ------- | ----- | ------------------------------- | ------- | ----- |
|                        | Igor Iezzi ✔️ Eletto | 45 729  | 39,21 | Lega                            | 23 668  | 20,29 |
| Forza Italia           | Igor Iezzi ✔️ Eletto | 45 729  | 39,21 | 16 210                          | 13,90   |       |
| Fratelli d'Italia      | Igor Iezzi ✔️ Eletto | 45 729  | 39,21 | 4 701                           | 4,03    |       |
| Noi con l'Italia - UDC | Igor Iezzi ✔️ Eletto | 45 729  | 39,21 | 1 150                           | 0,99    |       |
|                        | Emilia De Biasi      | 33 468  | 28,70 | Partito Democratico             | 27 229  | 23,35 |
| +Europa                | Emilia De Biasi      | 33 468  | 28,70 | 5 055                           | 4,33    |       |
| Italia Europa Insieme  | Emilia De Biasi      | 33 468  | 28,70 | 789                             | 0,68    |       |
| Civica Popolare        | Emilia De Biasi      | 33 468  | 28,70 | 395                             | 0,34    |       |
|                        | Diego Apostolo       | 28 076  | 24,07 | Movimento 5 Stelle              | 28 076  | 24,07 |
|                        | Valeria Luzzi        | 5 072   | 4,35  | Liberi e Uguali                 | 5 072   | 4,35  |
|                        | Gianfranco Nicola    | 1 509   | 1,29  | Potere al Popolo!               | 1 509   | 1,29  |
|                        | Marco Clemente       | 987     | 0,85  | CasaPound                       | 987     | 0,85  |
|                        | Simona Sana          | 547     | 0,47  | Italia agli Italiani            | 547     | 0,47  |
|                        | Paola Marozzi        | 516     | 0,44  | Il Popolo della Famiglia        | 516     | 0,44  |
|                        | Serena Capodicasa    | 341     | 0,29  | Per una Sinistra Rivoluzionaria | 341     | 0,29  |
|                        | Alessandra Colonna   | 287     | 0,25  | 10 Volte Meglio                 | 287     | 0,25  |
|                        | Enrico Nicodemo      | 100     | 0,09  | PRI - ALA                       | 100     | 0,09  |
| Totale                 | Totale               | 116 632 | 100   |                                 | 116 632 | 100   |
|                        |                      |         |       |                                 |         |       |
| Voti non validi        | Voti non validi      | 3 183   | 2,66  |                                 |         |       |
| Votanti                | Votanti              | 119 815 | 71,28 |                                 |         |       |
| Elettori               | Elettori             | 168 099 |       |                                 |         |       |